# Episodi di The Restless Gun (seconda stagione)
La seconda stagione della serie televisiva The Restless Gun è andata in onda negli Stati Uniti dal 22 settembre 1958 al 22 giugno 1959 sulla NBC.
| nº | Titolo originale            | Prima TV USA      |
| -- | --------------------------- | ----------------- |
| 1  | Jebediah Bonner             | 22 settembre 1958 |
| 2  | Dragon for a Day            | 29 settembre 1958 |
| 3  | Mercyday                    | 6 ottobre 1958    |
| 4  | Thunder Alley               | 13 ottobre 1958   |
| 5  | The Nowhere Kid             | 20 ottobre 1958   |
| 6  | Bonner's Squaw              | 3 novembre 1958   |
| 7  | Tomboy                      | 10 novembre 1958  |
| 8  | Remember the Dead           | 17 novembre 1958  |
| 9  | No Way to Kill              | 24 novembre 1958  |
| 10 | Take Me Home                | 1º dicembre 1958  |
| 11 | Multiply One Boy            | 8 dicembre 1958   |
| 12 | Peligroso                   | 15 dicembre 1958  |
| 13 | A Bell for Santo Domingo    | 22 dicembre 1958  |
| 14 | The Way Back                | 29 dicembre 1958  |
| 15 | The Painted Beauty          | 5 gennaio 1959    |
| 16 | Shadow of a Gunfighter      | 12 gennaio 1959   |
| 17 | The Lady and the Gun        | 19 gennaio 1959   |
| 18 | Blood of Courage            | 2 febbraio 1959   |
| 19 | Better Than a Cannon        | 9 febbraio 1959   |
| 20 | The Dead Ringer             | 16 febbraio 1959  |
| 21 | The Last Grey Man           | 23 febbraio 1959  |
| 22 | Melany                      | 2 marzo 1959      |
| 23 | Ricochet                    | 9 marzo 1959      |
| 24 | Dead Man's Hand             | 16 marzo 1959     |
| 25 | The Sweet Sisters           | 23 marzo 1959     |
| 26 | Incident at Bluefield       | 30 marzo 1959     |
| 27 | The Pawn                    | 6 aprile 1959     |
| 28 | Four Lives                  | 13 aprile 1959    |
| 29 | One on the House            | 20 aprile 1959    |
| 30 | Code for a Killer           | 27 aprile 1959    |
| 31 | Mme. Brimstone              | 4 maggio 1959     |
| 32 | Lady by Law                 | 11 maggio 1959    |
| 33 | Ride with the Devil         | 18 maggio 1959    |
| 34 | A Trial for Jenny May       | 25 maggio 1959    |
| 35 | The Cavis Boy               | 1º giugno 1959    |
| 36 | The Englishman              | 8 giugno 1959     |
| 37 | A Very Special Investigator | 15 giugno 1959    |
| 38 | The Hill of Death           | 22 giugno 1959    |

## Jebediah Bonner
- Prima televisiva: 22 settembre 1958

### Trama
- Guest star: Don C. Harvey (sceriffo), Carlyle Mitchell (dottor Ken Ludlow), James Best (Jim Kenyon), Read Morgan (Bob Kenyon), Jean Allison (Beth), Dennis Holmes (Robby / Young Vint Bonner), Edith Evanson (Mrs. Martha Ludlow)

## Dragon for a Day
- Prima televisiva: 29 settembre 1958

### Trama
- Guest star: Alan Reynolds (dottor Kincade), Harry Fleer (El Alecran), Joel Ashley (sceriffo Berryman), Leslie Bradley (reverendo Fletcher), Al Breneman (John Fletcher), Frank DeKova (Lupo Lazaro), Juney Ellis (Elisabeth Fletcher), Felipe Turich (Tio Paco)

## Mercyday
- Prima televisiva: 6 ottobre 1958

### Trama
- Guest star: Dan Blocker, Veda Ann Borg (Rollie), Dean Stockwell, Gloria Talbott (Mercyday)

## Thunder Alley
- Prima televisiva: 13 ottobre 1958

### Trama
- Guest star: Marya Stevens (Elena Sandoval), John Larch (Anse Newton), Robert Blake (Lupe Sandoval), Sergio Virel (Miguel Garcia)

## The Nowhere Kid
- Prima televisiva: 20 ottobre 1958

### Trama
- Guest star: Ralph Sanford (Gallagher), Luana Patten (Celia Austin), Leonard P. Geer (Jeb), Rusty Lane (Josiah Austin), Paul Marcus (conducente della diligenza), Tyler McVey (sceriffo Jackson), Steven Terrell (Johnny Smith)

## Bonner's Squaw
- Prima televisiva: 3 novembre 1958

### Trama
- Guest star: Joseph Vitale (Chief Tashuca), Frank J. Scannell (Shorty), Charlie Briggs (Meacham), Paul Keast (Sam Tapley), Daria Massey (Running Fawn), Ewing Mitchell (sceriffo Frank Kemper), Frances Morris (Mrs. Tapley), Pierre Watkin, Chick Hannan (cittadino)

## Tomboy
- Prima televisiva: 10 novembre 1958

### Trama
- Guest star: Gene Roth (sceriffo), Judi Meredith (Lettie Belknap), Jack Grinnage (Lonnie), Don C. Harvey (Jim Belknap), Leon Tyler (George Belknap)

## Remember the Dead
- Prima televisiva: 17 novembre 1958

### Trama
- Guest star: Rickie Sorensen (Jackie Delaney), Bartlett Robinson (George Mason), John Dennis (Jed Baldwin), Frank Ferguson (sceriffo Cullen), Joe Flynn (Bert Rosett), Selmer Jackson (giudice Wayne), Sandra Wright (Mrs. Delaney)

## No Way to Kill
- Prima televisiva: 24 novembre 1958

### Trama
- Guest star: Austin Green (Doc Seton), Don Kennedy (Wade Calley), Ben Johnson (sceriffo Tim Malachy), Jeanne Bates (Mary Jepson), Don Grady (Donny Madison), Ronnie Sorensen (Kyle Jepson), Henry Corden (Will Gerrard), Guy Kingsford (Nat Madison), Scotty Morrow

## Take Me Home
- Prima televisiva: 1º dicembre 1958

### Trama
- Guest star: Jean Harvey (Mrs. Thomas), Jeff Daley (Marsh Lomer), Sheldon Allman (Mr. Thomas), Peter Breck (Brett Dixon), Mala Powers (Lee Laney)

## Multiply One Boy
- Prima televisiva: 8 dicembre 1958

### Trama
- Guest star: Jim Reppert (Tom), Ricky Klein (Michael), Jimmy Baird (Dudley Higgins), Clark Howat (Arthur), Kay Stewart (Gloria Higgins)

## Peligroso
- Prima televisiva: 15 dicembre 1958

### Trama
- Guest star: Marcia Henderson (Lorry Bardeen), Dabbs Greer (Roy Stanton), Trevor Bardette (Grant Fisher), Ashley Cowan (Craig), Robert Fuller (Bud Bardeen), Ted Markland (Collie Smith)

## A Bell for Santo Domingo
- Prima televisiva: 22 dicembre 1958

### Trama
- Guest star: Hal John Norman (capo indiano), Arlene Martel (Sorella Theresa), John Litel (padre Luke), Ronny Mann (Indian Boy), Sarah Selby (Sorella Marguette)

## The Way Back
- Prima televisiva: 29 dicembre 1958

### Trama
- Guest star: Stuart Randall (Marshal Powers), Bek Nelson (Dixie Starr), Dan Blocker (Olaf Burland), James Coburn (Tom Quinn), Morgan Woodward (Jubal Carney), Voorheis J. Ardoin (Fowler, Desk Clerk)

## The Painted Beauty
- Prima televisiva: 5 gennaio 1959

### Trama
- Guest star: Paul Dubov (Hopper), Roscoe Ates (Juniper Dunlap), William Hudson (Stuart Woolsey), Ruta Lee (Lucy Collins), Charles Cooper (Boyd Lively), Jeff Daley (Watkins)

## Shadow of a Gunfighter
- Prima televisiva: 12 gennaio 1959

### Trama
- Guest star: Douglas Kennedy (Cal Winfield), John Goddard (Clay Lawson), Mara Corday (Della), Robert Fuller (Jim Winfield), John Milford (Pete Lawson)

## The Lady and the Gun
- Prima televisiva: 19 gennaio 1959

### Trama
- Guest star: Evelyn Scott (Zoe Alden), Lloyd Corrigan (Jesse Alden), Mala Powers (Myra Barker), Charles Irwin (Lem)

## Blood of Courage
- Prima televisiva: 2 febbraio 1959

### Trama
- Guest star: Gregg Barton (Brocky Jake Thomas), Lee Farr (Jack Wilse), J. Carrol Naish (maggiore Quint Langley), Alix Talton (Ann Langley), Charles Keane (cowboy)

## Better Than a Cannon
- Prima televisiva: 9 febbraio 1959

### Trama
- Guest star: Shirley Knight (Heide), Bern Hoffman (barone Wilhelm Augustus Von Ritter), Jeanne Bates (Ana), Herbert Lytton (marshal Gavin Brandon)

## The Dead Ringer
- Prima televisiva: 16 febbraio 1959

### Trama
- Guest star: Roy Jenson, Michael Lipton (Arch Tatum), Roy Engel (sceriffo Willard), Richard Artlinger (uomo), Walter Coy (Nick Dawson), Richard H. Cutting (Pid), George Eldredge (Burt Newcomb), Herbert Lytton, George Selk

## The Last Grey Man
- Prima televisiva: 23 febbraio 1959

### Trama
- Guest star: Jeff DeBenning (sceriffo Ben Fishman), William Joyce (capitano Clayton), Henry Hull (Jesse McKee), Robert Barrat (generale), Cris Roberts (caporale Jenks)

## Melany
- Prima televisiva: 2 marzo 1959

### Trama
- Guest star: Dick Graff (uomo), Alan Reynolds (sceriffo John Bronson), Claude Akins (Matt Pierce), Marya Stevens (Melany Carter), Gregg Palmer (Jim Carter), Don Hix (vecchio Josh), Howard McLeod (Charlie), Kermit Maynard (cittadino)

## Ricochet
- Prima televisiva: 9 marzo 1959

### Trama
- Guest star: Kermit Maynard (conducente della diligenza), Sylvia Stone (Ethel Loring), Mary Webster (Abigail Garrick), John Lupton (Peter Garrick), Robert H. Harris (Matt Devlon), Abel Fernandez (Garcia), John Maxwell (Mr. Loring), Chick Sheridan (uomo a cavallo con fucile)

## Dead Man's Hand
- Prima televisiva: 16 marzo 1959

### Trama
- Guest star: David Leland (barista), James Griffith (dottor Hallop), Henry Hull (Doc Kemmer), Charles Cooper (Hode Emory), Charles Keane (giocatore di poker)

## The Sweet Sisters
- Prima televisiva: 23 marzo 1959

### Trama
- Guest star: Jeanette Nolan (Abigail Sweet), Frank Ferguson (Mr. Keller), John L. Cason, Edith Evanson (Elizabeth Sweet), Frank Wilcox (sceriffo Conroy)

## Incident at Bluefield
- Prima televisiva: 30 marzo 1959

### Trama
- Guest star: Gary Van Ever (giudice Clement), Don Hix (avventore del saloon), Alan Hale Jr. (sceriffo Clark), John Litel (Tom Cauter), Morgan Woodward (J.B. Cauter), William Lundmark (Junior Cauter), William Fawcett (Moss Blaine), Dan Seymour (giudice Fresno), Pat O'Malley (Gavin Hardy), Jack Carr, Frosty Royce (barista)

## The Pawn
- Prima televisiva: 6 aprile 1959

### Trama
- Guest star: Onslow Stevens (Mr. McGiven), Stuart Randall (Ruby), James Coburn (Vestry), Robert Foulk (Henry Merser), Howard McLeod (Dan), Tyler McVey (sceriffo), Julie Payne (Peggy McGiven), Denver Pyle (Jeb), Chick Hannan (cittadino che tiene i cavalli)

## Four Lives
- Prima televisiva: 13 aprile 1959

### Trama
- Guest star: Mary Murphy (Mary Clayton), Robert Griffin (Cole Ramsey), John Ericson (Bud Rainey), Gregg Palmer (Bill Clayton)

## One on the House
- Prima televisiva: 20 aprile 1959

### Trama
- Guest star: Henry Hull (Matt Harper), Roy Engel (sceriffo), Whitney Blake (Ellen), Kenneth MacDonald, Howard Wendell (Taylor)

## Code for a Killer
- Prima televisiva: 27 aprile 1959

### Trama
- Guest star: Leonard P. Geer (Ambusher), Lane Bradford (Ben Webster), Floyd Simmons (Vance Carter), Edgar Stehli (Pop Sturges), Jean Howell (Nancy Sturges), Hal Needham (Ambusher)

## Mme. Brimstone
- Prima televisiva: 4 maggio 1959

### Trama
- Guest star: Nacho Galindo (Pedro), Alan Roberts (Chico), Bea Benaderet (Madame Brimstone), Leslie Bradley (Cedric Mayberry), Don Grady (Sylvester Cromwell III), Don C. Harvey (Joe Tanner)

## Lady by Law
- Prima televisiva: 11 maggio 1959

### Trama
- Guest star: Cecil Combs (cittadino), Ronnie Rondell Jr. (cowboy with Will), Peggie Castle (Fern Foster), Douglas Kennedy (sceriffo), Stewart Bradley (King Warren), S. John Launer (giudice), Paul Baxley (Will), Herman Hack (cittadino)

## Ride with the Devil
- Prima televisiva: 18 maggio 1959

### Trama
- Guest star: Sergio Virel (Ramon Verdes), Paul Vera (Tonio), Rafael Campos (Carlos Perez), Jan Arvan (Don Tomas Verdes), Pepe Hern (Costa), Kathy Robinson (Peasant Girl), John Verros (comandante)

## A Trial for Jenny May
- Prima televisiva: 25 maggio 1959

### Trama
- Guest star: Paul Keast (sindaco), John Collier (Bruce), Ellen Corby (Ruth Purcell), Kasey Rogers (Jenny May), Guinn 'Big Boy' Williams (Jeff Bonsell), Paul Lukather (Randolph Clayton), Don Hicks (Clayton), Voorheis J. Ardoin (Adam Gray), Juney Ellis (cittadina), Barry Brooks (Mayberry), Scotty Morrow (Gordon), Nancy DeCarl (Betty Sue), Helen Spring (cittadina), Jack Tornek (giurato)

## The Cavis Boy
- Prima televisiva: 1º giugno 1959

### Trama
- Guest star: George Bell (cittadino), James Westmoreland (cittadino), Wilton Graff (Bob Cavis), Tim Graham (Doc Martin), Don Grady (Andy Cavis), Baynes Barron (sceriffo Hyde), Charles Maxwell (Pike Duncan), Joe Ploski (cittadino)

## The Englishman
- Prima televisiva: 8 giugno 1959

### Trama
- Guest star: Dane Allen (Homer), Jeff Daley (Ralston), Lester Fletcher (Archibald Jared III), Lyle Talbot (Mort Askins), Frank Albertson (Lacey), John Milford (Shotgun), Dale Johnson (sceriffo), Boyd Stockman (conducente della diligenza)

## A Very Special Investigator
- Prima televisiva: 15 giugno 1959

### Trama
- Guest star: Leonard P. Geer (scagnozzo), Herb Vigran (sceriffo Longhorn), Fay Spain (Serena Love), Reed Hadley (sindaco Love), Andy Clyde (Aidrick Newton), Don Kelly (Blair Weeks), Dick Elliott (giudice Adams), Carol Henry (scagnozzo)

## The Hill of Death
- Prima televisiva: 22 giugno 1959

### Trama
- Guest star: Harry Hines (Edward), Jerry Brent (Luke Dixon), John Dehner (Aaron Dixon), Regis Toomey (dottor Lem Shepherd), Dorothea Lord (Ruth Dixon), Voorheis J. Ardoin, Freeman Lusk (sindaco Baxter), Richard Jeffries (Mark Dixon), Jean Field, E. Holt Jones